# Julien Ingrassia
Julien Ingrassia (Aix-en-Provence, 26 de novembro de 1979) é um copiloto francês. Atualmente é copiloto de Sébastien Ogier no Mundial de Rali (WRC), competindo na equipe Volkswagen Motorsport.
Ingrassia e Ogier sagraram-se campeões do Campeonato Mundial nas temporadas 2013 e 2014, utilizando o Volkswagen Polo R WRC.

## Carreira
Iniciou a carreira de co-piloto em 2002 na França, despontando pela primeira vez num cenário popular.
Em 2004, participou da Série Inicial Peugeot 206 onde permaneceu até conhecer Ogier em 2006.
Ambos se tornaram campeões mundiais júnior em 2008. Estrearam no Mundial de Rali ainda em 2008 na equipe da Citroën e, em 2009, tiveram importante apoio da fabricante francesa antes de serem promovidos à equipe principal em 2010, temporada na qual conquistaram a primeira vitória durante o 44º Rali de Portugal.
Em 2011, Ingrassia e Ogier ficaram próximos de conquistar o primeiro campeonato do mundo, mas foram superados na pontuação final por Sébastien Loeb e Daniel Elena.
Na temporada 2012, participou junto com Ogier da equpie Skoda Fabia Super 2000, ficando em 10º lugar no campeonato. No entanto, em 2013, já na equipe Volkswagen Motorsport, conquistaram excelentes resultados utilizando o Volkswagen Polo R WRC (9 vitórias em 13 etapas), sagrando-se campeões do mundo pela primeira vez.
Em 2014, conquistaram o bi-campeonato pela mesma equipe, com 8 vitórias e 267 pontos.